# Dricāni
Dricāni (łatg. Drycāni; niem. hist. Dritzen; pol. hist. Drycany) – wieś na Łotwie, w novadsie Rzeżyca, siedziba administracyjna pagastsu Dricāni. W 2010 roku liczyła 1090 mieszkańców.
W miejscowości znajduje się kościół rzymskokatolicki pw. św. św. Szymona i Judy.
Dobra zostały nadane przez Zygmunta Augusta w 1568 roku Ernestowi de Rueck. W 1625 r. Zygmunt III nadał te dobra Janowi Tyzenhausowi, jednak rodzina Ryków utrzymała te dobra. W 1677 r. ród Ryków otrzymał od Jana III Sobieskiego przywilej z potwierdzeniem dziedzicznych praw do tej wsi. Do 1772 roku miejscowość wchodziła w skład Wielkiego Księstwa Litewskiego. 
W XIX stuleciu siedziba rodowa spolonizowanej rodziny Manteufflów, które dobra wniosła Maria Franciszka de Ryk. Manteufflowie w drugiej połowie XIX w. ufundowali kościół katolicki, a na placu przykościelnym pochowanych jest kilku przedstawicieli tej rodziny. Miejsce urodzenia i zamieszkania Gustawa Manteuffla. 
Rezydencja opisana w książkach Pro memoria Antoniego Urbańskiego oraz w tomie II Dziejów rezydencji.

## Etymologia nazwy
Nazwa wsi może pochodzić od łatgalskiego słowa "driči" (gryka) lub "dricināt" (wstrząsnąć).

## Galeria

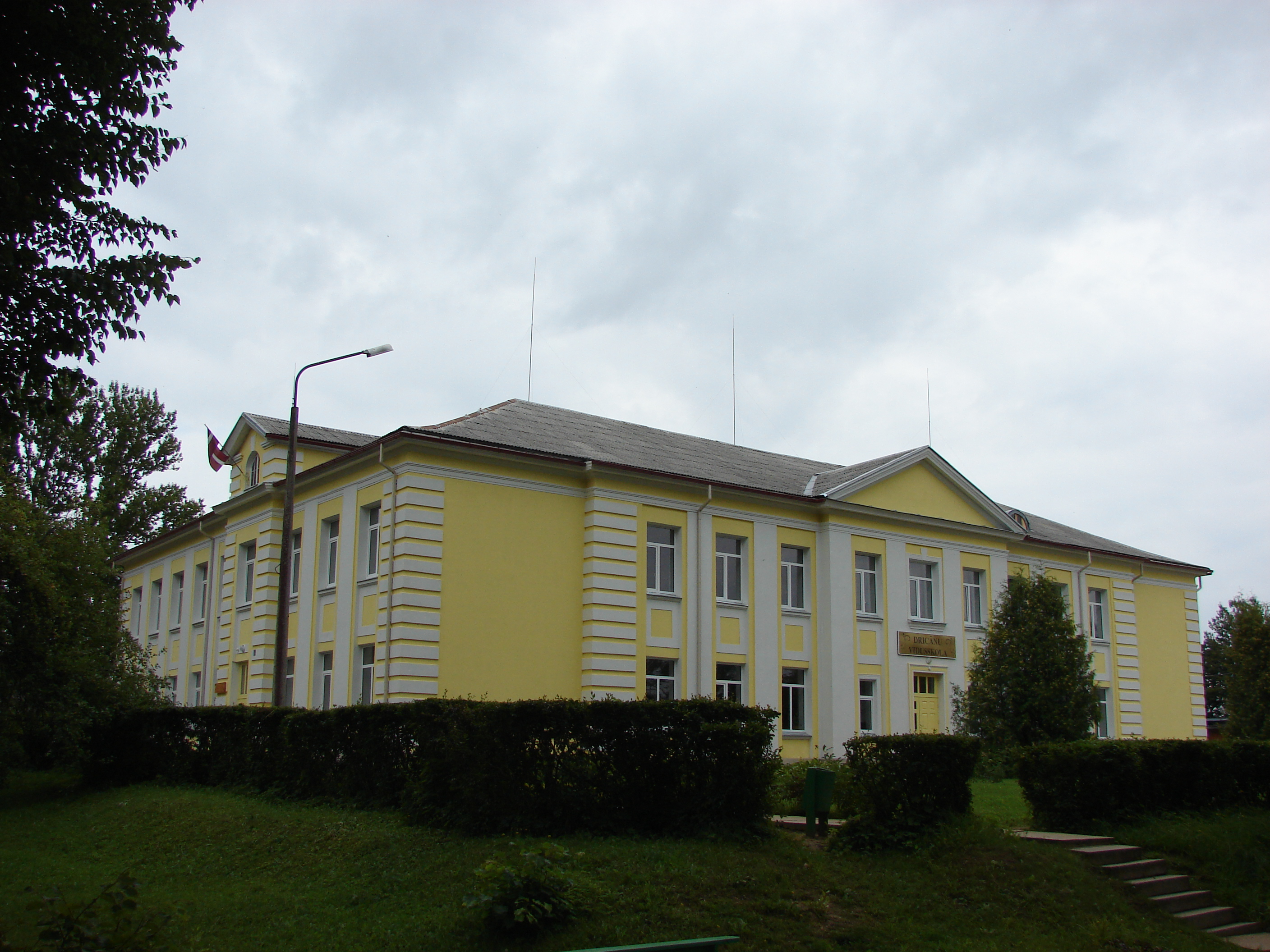
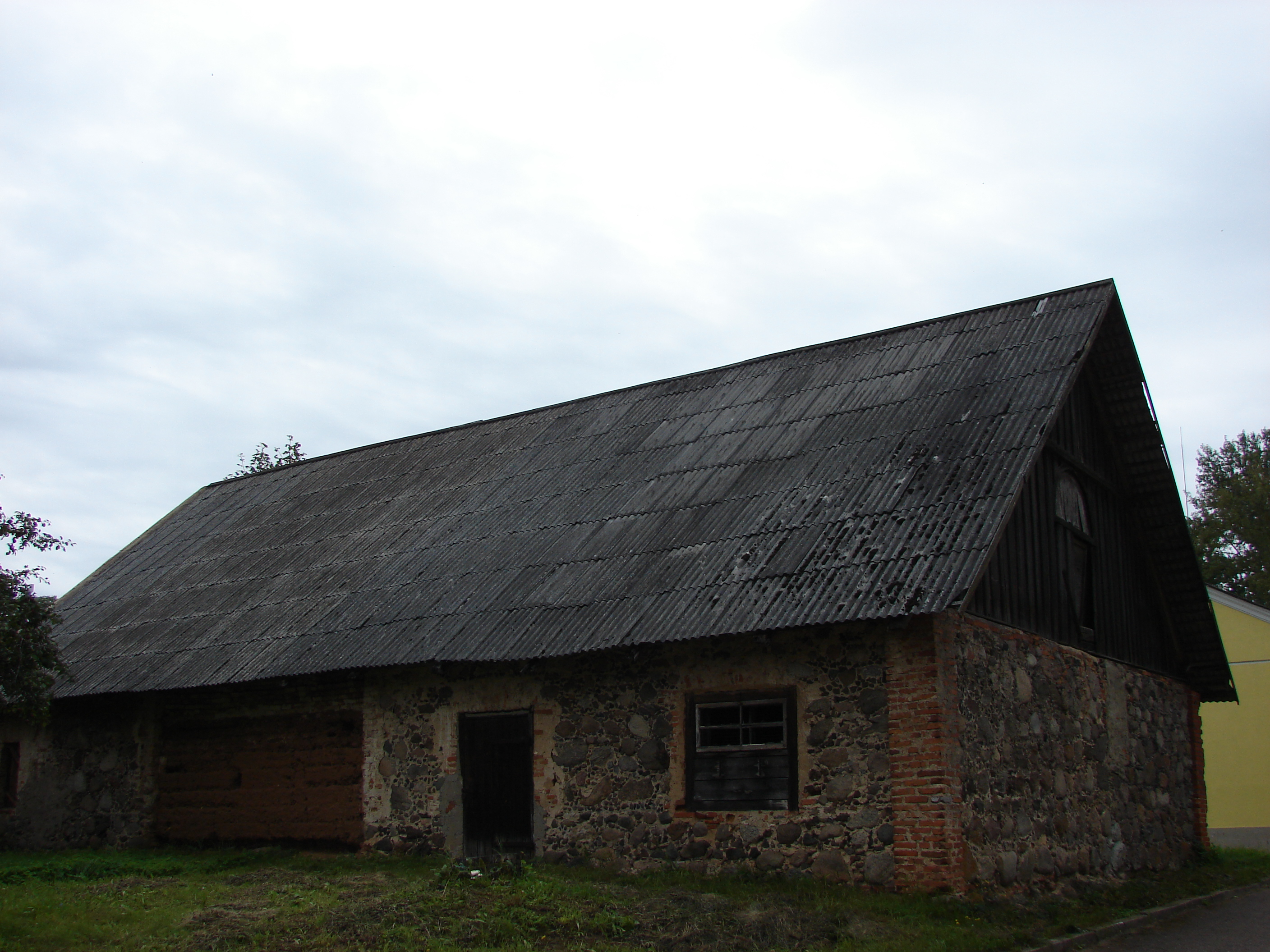
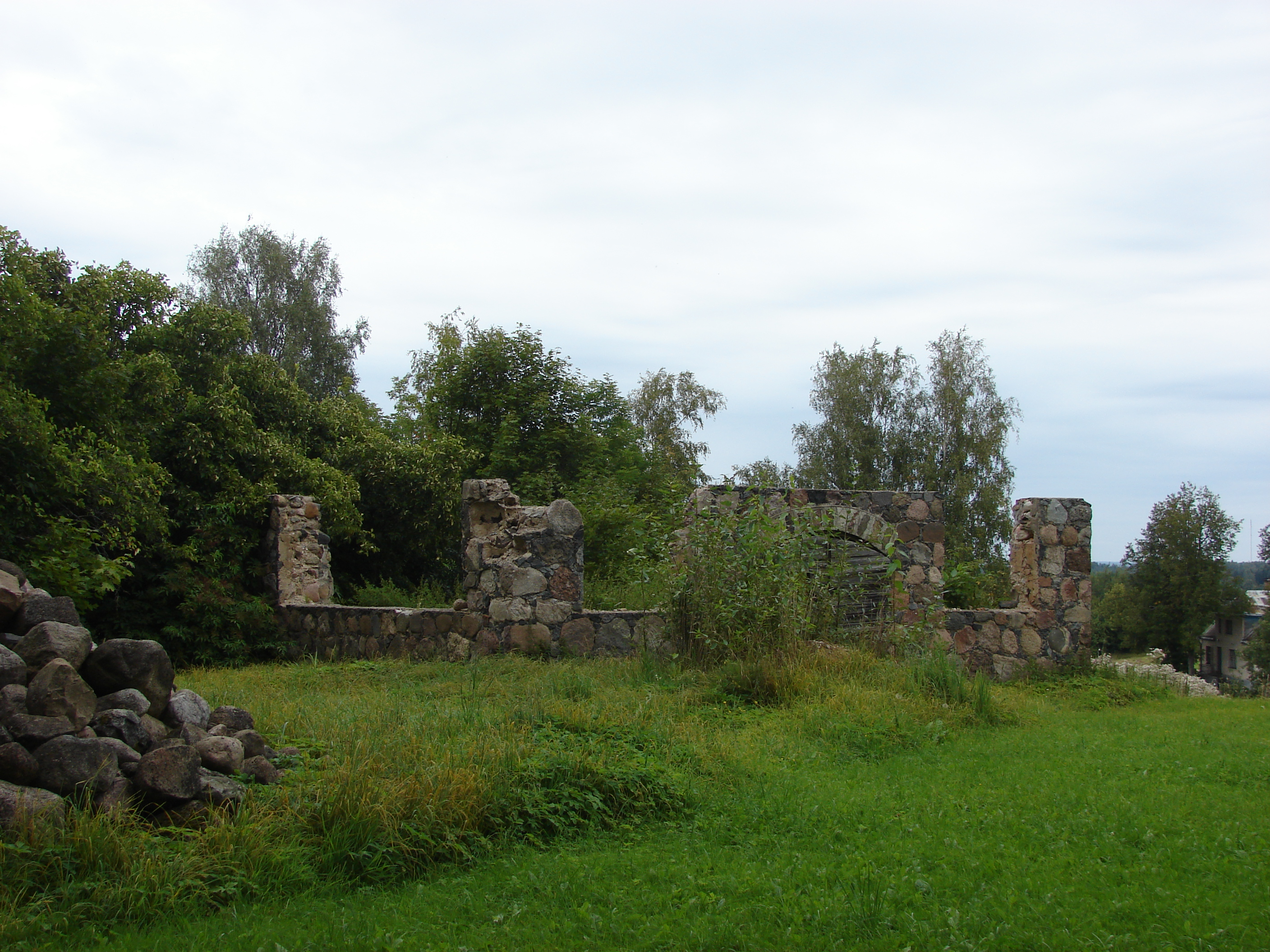
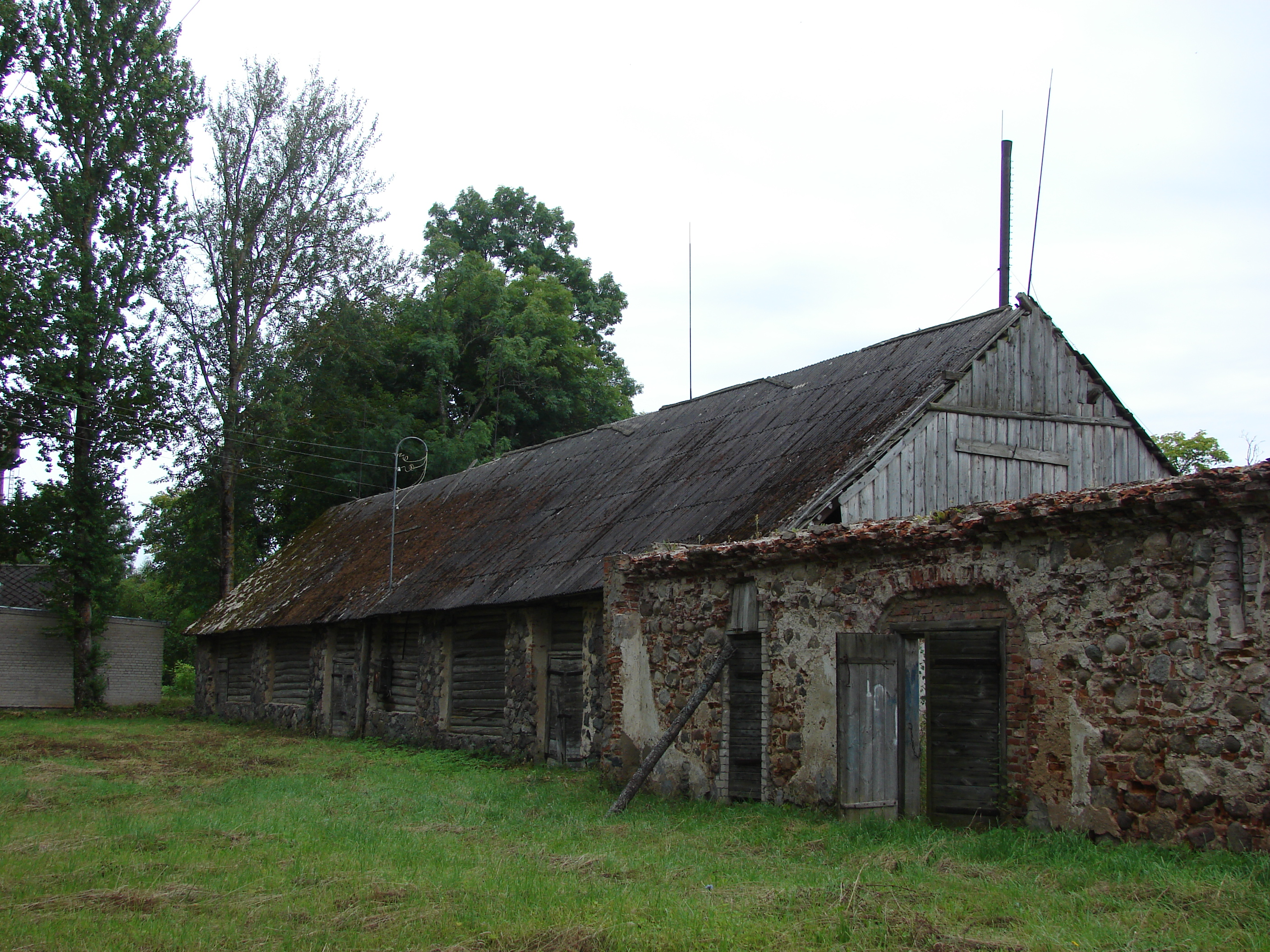
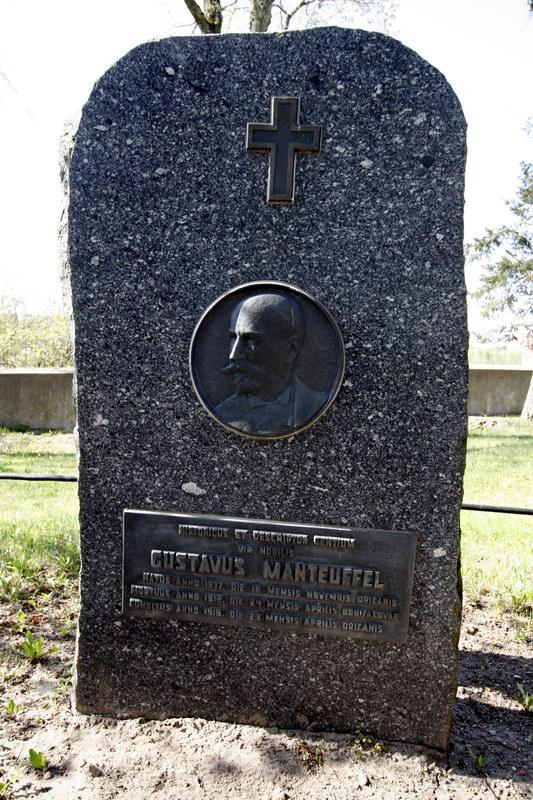

## Literatura
- Filip Sulimierski, Władysław Walewski, Słownik geograficzny Królestwa Polskiego i innych krajów słowiańskich, Tom II, Warszawa 1881. Str. 177
- Gustaw Manteuffel, Zarysy z dziejów krain dawnych inflanckich czyli Inflant właściwych (tak szwedzkich jako i polskich) Estonii z Ozylią, Kurlandii i Ziemi Piltyńskiej,  wstęp, redakcja i opracowanie tekstu Krzysztof Zajas, Universitas. Kraków 2007. Str. XIII, IX, XII, 291. ISBN 97883-242-0795-4
- Krzysztof Zajas, Nieobecna Kultura. Przypadek Inflant Polskich, Universitas, Kraków 2008. Str. 16, 17, 221. ISBN 978-83-242-1296-5
- Gustaw Manteuffel, Inflanty polskie oraz Listy znad Bałtyku, wstęp, redakcja i opracowanie tekstu Krzysztof Zajas, Universitas, Kraków 2009. Str. 184. ISBN 978-83-242-1296-5